# موهوب (فلم)
موهوب (بالإنجليزية: Gifted) فيلم دراما-كوميدي أمريكي عام 2017 إخراج مارك ويب وكتابه توم فلين، بطولة كريس إيفانز، مكينا جريس، ليندساي دونكان، جيني سلايت وأوكتافيا سبنسر، تم إصدار الفيلم في 7 أبريل 2017، من قبل فوكس سيرشلايت بكتشر وحققت 29 مليون دولار في جميع أنحاء العالم.

## قصة
يحاول فرانك العناية بابنة اخته ماري في ريف كاليفورنيا، لكنه يدخل في صراع حضانتها مع والدته حول الأفضل لمستقبلها.

## روابط خارجية
- Official website
- Gifted Movie on تويتر
- مقالات تستعمل روابط فنية بلا صلة مع ويكي بيانات
- Gifted at روتن توميتوز